# Clostridium ghonii
Clostridium ghonii è una specie di batterio appartenente alla famiglia delle Clostridiaceae.